# Ámokfutás a Columbine High Schoolban

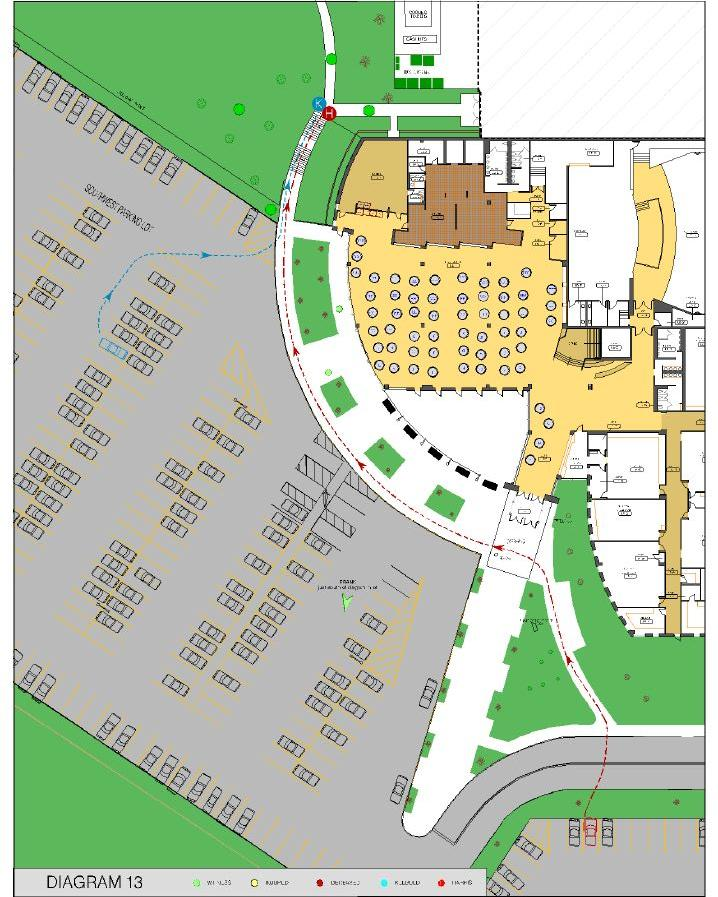
A Szövetségi Nyomozóiroda vázlata az eseményekről

A Columbine középiskolai mészárlás 1999. április 20-án, kedden, az Amerikai Egyesült Államokban történt a Columbine Gimnáziumban, a coloradói Columbine városában, Denver és Littleton közelében. Két diák, a 18 éves Eric Harris és a 17 éves Dylan Klebold fegyveres ámokfutása során meggyilkolt tizenkét diákot és egy tanárt, megsebesítettek 21 embert, majd öngyilkosok lettek. A Columbine középiskolai mészárlás az Egyesült Államok történelmének egyik legvéresebb iskolai mészárlása, a 2007. április 16-ai Virginia Tech mészárlás és a Sandy Hook-i iskolai mészárlás után.

## A kezdetek
Eric David Harris a Kansasi Wichitában született. Apja, Wayne Harris, a U.S. Air Force teherszállítási pilótája volt, anyja, Katherine Ann Poole, háztartásbeli. A család gyakran költözött, laktak már Ohióban, New Yorkban és Michiganben is, de amikor Eric apja nyugdíjba vonult 1993-ban, megállapodtak Littletonban. A Harris család az első három éven keresztül bérleményekben lakott. 1996-ban családi házat vettek a Columbine Gimnáziumtól délre.
Dylan Bennet Klebold a Coloradói Lakewoodban született, Thomas Kleboldnak és Susan Yassenoffnak gyermekeként. Susan nagyapja, Leo Yassenoff, befolyásos építési vállalkozó és emberbarát volt. Thomas Kleboldot 18 éves korában karolta fel, mert szülei meghaltak. A Klebold család Deer Creek Canyonban, a déli Lakewoodban élt. Thomas Klebold otthonról kis ingatlanüzletet irányított, Susan Klebold foglalkoztatási tanácsadóként dolgozott. Dylan Klebold a Normandy és a Ranch előképzőbe járt, utóbbiban a CHIPS-programban vett részt. Itt barátkozott össze Brooks Brownnal és rajta keresztül ismerkedett meg Erickel.

### Intő jelek
1998 márciusában a Jefferson megyei seriff iroda nyomozója, Michael Guerra megnézte Eric honlapját, mivel sok évfolyamtársuk szülője bejelentést tett, hogy olyan fenyegetéseket írt ki, amelynek gyermekük illetve néhány esetben azok családja is célpont volt. Guerra házkutatási engedélyt kért, de végül arra nem került sor. Ezt az információt nem hozták nyilvánosságra 2001 szeptemberéig.

#### Találkozás a törvénnyel
A két fiú akkor került először összeütközésbe a törvénnyel, amikor egy furgont feltörve szerszámokat loptak el. 1998 januárjában többször is birtokháborítást követtek el. Mindketten jó benyomást tettek a gyermekvédelmi tisztviselőkre, ezért csak egy bűneltérítő programban kellett részt venniük, miközben pszichiátriai megfigyelést kaptak.
Harristől megkövetelték, hogy vegyen részt dühkezelési terápián, ahol megint jó benyomást keltett. Annyira jó modorúnak találták, hogy nevelőtisztjük az esedékességnél néhány hónappal korábban elengedte a programból, azt mondták róla, hogy olyan ragyogó egyéniség, aki valószínűleg sikeres az életben, míg Kleboldról azt mondták, hogy értelmes, de meg kell értenie, hogy csak nehéz munka árán teljesítheti álmait.

### A háttér, tervek
Harris és Klebold sokat írtak arról, hogy hogyan hajtanák végre a mészárlást. Eric hálószobájában találtak egy iratot, ami majdnem minden részletet tartalmazott tervük 1999. április 20-án hajnali 5 utáni megvalósításáról.
Gyakran írtak olyan eseményekről, mint például az Oklahoma City-i robbantás, Waco, és más hasonló események, köztük fülszövegek és feljegyzések voltak arról, hogyan szerették volna felülmúlni ezeket az eseményeket. Megemlítették, hogyan akarnak tartós hatást gyakorolni az erőszakkal erre az erőszakos világra. Sok elképzelés látott napvilágot arról, hogy miért április 20-át választottak a támadásuk napjának. Az egyik szerint az eredeti dátum április 19. lett volna az eredeti tervben, az Oklahoma City bombázás évfordulójára, de a terv végrehajtásához nem sikerült mindent megszerezniük eddigre. Emiatt a támadás egy nappal később, április 20-án történt, éppen Hitler születésnapján. A sajtó ezt úgy értékelte, hogy a nácizmus iránt érzett tisztelet miatt választották az elkövetők ezt a dátumot.

## A mészárlás
(Megjegyzés: Az időpontok téli időszámítás, UTC-6 szerintiek.)
1999. április 20-án, délelőtt 11 óra 10 perckor Eric Harris és Dylan Klebold külön autóban érkeztek a Columbine Középiskolába. Harris az alsóbb éves tanulók parkolójában parkolt le, míg Klebold a felsőbb évesekében, egyikük sem a saját helyén. Így mindkettejüknek kiváló rálátása volt a menza bejáratára és az iskola főbejáratára. Röviddel megérkezésük előtt az iskolától fél mérföldnyire felszereltek egy bombát, amely 11.14-kor részben fel is robbant. Ezt vélhetőleg a mentők lefoglalására szánták.
Több bombát is elhelyeztek, ezután mindketten visszatértek autójukhoz. A bombáknak nem volt elég erejük ahhoz, hogy megsemmisítsék az egész éttermet és vele a könyvtárat. Szándékukban állt lőni is arra, aki a főbejáraton keresztül akar elmenekülni. Harris találkozott egy osztálytársával, Brooks Brownnal, aki meglepődött, hogy Harris tornazsákot vesz elő az autójából, mivel aznap reggel nem volt ott a testnevelés órán. Brown ezt megemlítette neki, de Harris furcsamód közönyösnek látszott és figyelmeztette: „Brooks, kedvellek. Menj innen. Menj haza.” Percekkel később látták, hogy Brooks nyugtalanul sétálgatott. A diákok, akik ebédre elhagyták a Columbine-t, észrevették, hogy Brooks Brown az iskolától távol, a South Pierce Streeten megy. Időközben Harris és Klebold az autójukból felfegyverezték magukat és vártak a bombák felrobbanására.

### Elkezdődik a lövöldözés
Amikor az éttermi bombák kudarcot vallottak, Harris és Klebold találkoztak és elsétáltak az épület irányába. A West Entrance tetejére mentek, ami az iskolában a legmagasabb pont volt. Ebből a helyzetből nézve a lépcsőház alján volt az étterem oldalsó bejárata, az iskola fő West Entrance-i bejárata tőlük balra, a sportpálya pedig jobbra volt.
Délelőtt 11 óra 19 perckor egy tanú hallotta, amint Eric Harris elkezdett ordítani: „Gyerünk! Gyerünk!” Abban a pillanatban a fegyveresek kihúzták a vadászpuskájukat és elkezdtek lőni Rachel Scottra és Richard Castaldóra, akik egy füves dombtetőn ültek. A lányt azonnal megölték: négyszer lőttek rá, Castaldót súlyosan megsebesítették, nyolcszor lőttek rá.
Harris levette a hosszú kabátját és elővette 9 mm-es félautomata karabélyát, majd célba vette Daniel Rohrbough-t és két barátját, Sean Gravest és Lance Kirklint, akik közvetlenül a fegyveresek alatt sétáltak fel a lépcsőn. Kirklin jelezte, hogy meglátta a gyilkosokat a tetőn, ekkor hirtelen elkezdtek rájuk lőni. Mind a hárman megsebesültek.
Harris és Klebold akkor megfordultak, és elkezdtek dél felé lőni, az iskolától távolabb lévő diákokra, akik egy füves dombtetőn ültek. Meglőtték Michael Johnsont, de ő továbbfutott és el tudott menekülni. Eltalálták Taylort, aki a földre zuhant, de nem halt meg, csak holtnak tettette magát. Három másik diák sértetlenül el tudott menekülni. Ahogy a lövöldözés folytatódott, Sean Graves felállt, és lebicegett a lépcsőn az étterem oldalbejáratához, ahol összeesett az ajtó előtt. Klebold az étterem irányába ment. Ahogy leereszkedett, Kirklin segítséget kért, Klebold nevetett, az arcába nézett és még egyszer meglőtte. Ahogy Daniel Rohrbough a lépcsőház alja felé igyekezve küzdött, Klebold odasétált hozzá és közelről hátulról lelőtte. 
Dylan Klebold belépett az étterembe, miközben átlépett a sebesült Sean Graves fölött. Az egyik elképzelés szerint Klebold ekkor nézte meg, hogy miért nem robbantak fel a bombák. Ahogy belépett az étterembe, Harris lerohant a lépcsőn, hogy lelője azokat a diákokat, akik az étterem bejáratánál ültek. Bokán lőtte Anne-Marie Hochhaltert, amikor a lány megpróbált menekülni. Néhány másodperc után Klebold visszatért a lépcsőházhoz, hogy találkozzon Harrisszel.
Ezután két diák felé lőttek, akik a futballpálya közelében álltak, de őket nem találták el. Csőbombákat dobtak a nyugati bejárathoz. Közben Patti Nielson tanár, aki Brian Anderson diákkal sétált a nyugati bejárat irányába, látta a felbolydulást. Az elején, akik az iskolában voltak, azt hitték, hogy csak iskolai csínyről van szó, mivel nemsokára itt az év vége, szólni akart, hogy hagyják abba. Ahogy kinyitották a kétszárnyú ajtót, Dylan és Eric belőttek az ablakon át. Andersont több helyen megsebesítették a repülő üvegszilánkok, Nielsonnak pedig a vállába fúródott néhány szilánk. Félve gyorsan a könyvtárba sietett, és szólt az ott lévő diákoknak, hogy bújjanak az asztal alá, és maradjanak csendben. Eközben gyorsan felhívta a 911-et, és az adminisztrációs pult alá bújt. Brian Anderson pedig ott maradt az ajtónál.
Ezután délelőtt 11 óra körül a Jefferson megyei helyettes seriff megérkezett az iskolához. Rögtön rálőtt Harrisre és Kleboldra, hogy elterelje figyelmüket a sebesült Brian Andersonról. Anderson eltántorgott onnan, és befutott egy nyitott személyzeti szobába, hogy ott kivárja, amíg a szörnyűség véget nem ér. Harris több tíz fiatalt lőtt le Brian mellett, és ekkor Brian rádiózott a 33-as segélykóddal. Amikor elfogyott a lőszer, Harris Klebolddal befutott az iskolába. Meglőtték Stephanie Munson diák bokáját, aki még képes volt az iskolából az utcára menekülni. A lövöldöző páros ekkor kilőtt az ablakon több diák felé, de nem sikerült senkit sem megsebesíteniük. Ekkor a könyvtár felé vették az irányt. Pillanatokkal korábban Dave Sanders edző kiürítette az éttermet a lépcsőházon keresztül. A lépcsőház a sarkon túl volt a könyvtárnál, a déli főbejáratnál. Ő és egy diák befordultak a sarkon és lementek a főbejáratnál levő könyvtárba, ekkor meglátták a fegyvereseket, ahogy a sarkon túl az északi főbejárattól jöttek.
A két fegyveres meglőtte mindkettőjüket, Dave Sanderst a mellkasán találták el, de a déli főbejáratnál a másik diák eltűnt a szemük elől, befutott egy tanterembe, ahol 30 diák éppen vizsgázott és riasztotta a tanárokat.
Két diák elsősegélyt próbált adni Dave-nek, de nagyon súlyos volt a sebesülése. Egy tanár és több diák folyamatos kapcsolatban álltak a rendőrséggel. A szobában levő diákok közül mindegyiket biztonságosan kimenekítették, de Sanderst már nem tudták, mert addigra meghalt – ő volt az egyetlen tanár, akit megöltek.

### A könyvtári mészárlás
Klebold és Harris bementek a tudományos épületbe, ott az egyikük bedobott egy tűzbombát egy üres lomtárba. Amikor a bomba felrobbant, gyorsan továbbáltak, majd egy tanár a szomszédos szobából eloltotta a tüzet.
Délelőtt hozzávetőleg 11 óra 44 perckor lementek a lépcsőházon át az étterembe, ahol a biztonsági kamera felvette őket. A felvételen látható, amint Harris térdel és egyszer tüzel a propán-bomba irányába, hogy felrobbantsa, de sikertelenül. Majd Klebold megvizsgálta, hogy miért nem robbant fel.
A felvételen az is látszik, amikor Klebold meggyújt egy Molotov-koktélt és hozzávágja a propán-bombához. Elhagyták az éttermet, majd az egyik bomba 11 óra 46 perckor felrobbant. A palack, amit a szomszédságban gyújtottak meg, 11 óra 48 perckor tüzet okozott, de eloltották a tűzoltók.
Ezután végigsétáltak az iskola folyosóin, miközben céltalanul lövöldöztek.
Többször benéztek a tantermekbe, ahol számtalan diák rejtőzött, és többekkel szemkontaktust is létesítettek, de soha nem próbáltak meg belépni. Felmentek egy fürdőszobai bejárathoz, ahonnan a diákok az ablakon keresztül ugráltak ki, miközben olyan dolgokat mondtak nekik: tudjuk, hogy bent vagy és megengeded nekünk, hogy mindenkit megöljünk, akit megtalálunk, akit itt bent találunk. De soha nem léptek be. 12 óra 2 perckor a fegyveresek újra bementek a könyvtárba, és az asztalok alatt megbújó diákokra lőttek, majd megint az ablakhoz sétáltak és a kint lévő rendőrökre tüzeltek.
Hozzávetőleg 12 óra 8 perckor arrébb mentek a könyvespolcokhoz – ahol Matthew Kechter és Isaiah Shoels feküdtek – és ott mindketten fejbe lőtték magukat. Feltehetőleg először Harris oltotta ki saját életét. Patrick Ireland sokszor elvesztette, majd visszanyerte öntudatát és átkúszott az ablakhoz, 14 óra 38 perckor megpróbált kimenni. Végül a S.W.A.T-csapatok menekítették ki. Az egyik diáklány, Lisa Kreutz, aki a könyvtár egyik asztala alatt rejtőzködött, mikor Klebold közvetlen közelről többször belőtt az asztal alá, sebesülten a könyvtárban maradt. A rendőrök végül 15 óra 22 perckor léptek be az iskolába. Lisa Kreutz 2,5 órát feküdt vérezve a könyvtárban, mivel sérülései súlyossága miatt nem tudott mozdulni. Végül a rendőrük mentették ki. Ő volt az utolsó túlélő, akit sikerült kimenteni a könyvtárból.

## A mészárlás után
A mészárlás kapcsán olyan kérdések merültek fel, mint a fegyvertartáshoz való jog és a fegyvervásárlási lehetőségek korlátozása. Többen felvetették azt is, hogy az erőszakos filmek és játékok milyen hatással vannak az amerikai társadalomra. Hamarosan más kérdések is a felszínre kerültek, mint a középiskolai klikkek és az erőszakos diákok problémája is.
Több áldozatot is lehetséges, hogy hitük miatt gyilkoltak meg, az ő tragédiájuk többeket, főként keresztényeket arra inspirált, hogy álljanak ki hitük mellett, és hogy nehezményezzék a vallás szerepének hanyatlását az iskolákban és a társadalomban. A mészárlás következtében az iskolákban igyekeztek növelni a biztonságot, valamint azóta többen is gyanakodva fordulnak a goth- és heavy metal kultúra, valamint az erőszakos videójátékok felé.
Az áldozatok szülei, sok ezer szimpatizánssal egyetemben, nagyszabású tüntetést tartottak a lőfegyverek betiltásáért. Az ő szavaikkal élve ezeket a fegyvereket a felnőtt emberek és a fiatalok nem szarvasvadászatra vásárolják, hanem bármiféle hasznos cél nélkül, a birtoklás iránti vágyuk kielégítésére. A tüntetés utáni napokban az amerikai Nemzeti Lőfegyver-Szövetség (National Rifle Association, NRA) elnöke, Charlton Heston színész, szintén Columbine városában, egy nagyszabású gyűlésen jelentette be, hogy továbbra is kiállnak a szabad fegyverviselés mellett, miközben diadalmasan a magasba tartotta a fegyverét.

## Érdekességek
Egy keresztény diáklány, Rachel Joy Scott – aki a gimnáziumban életét vesztette – naplót írt, amit halála után megtaláltak. Ebben az utolsó pár bejegyzést halála előtt pár nappal tette. Leírja, hogy tudatában van halála okával, és erre Isten felkészítette. Érdekes továbbá, hogy a végére egy rózsát rajzolt, amelyre a saját szeméből 13 könnycsepp hullt (a tragédiában 13-an vesztették életüket). Szülei megjelentették Rachel könnyei címmel, s leírják, hogy a tragédia nem volt más, mint riadó, hogy valamin változtatni kell.

## Filmek a mészárlásról
A Kóla, puska, sültkrumpli című dokumentumfilm (eredeti címe: Bowling for Columbine, rendezte: Michael Moore, 2002) – a civil fegyverviselés problémáit dolgozza fel az Amerikai Egyesült Államokban –, s lényeges eleme a Columbine-iskolai mészárlás ill. a Charlton Hestonnal készült interjú.
Gus Van Sant filmrendező 2003-ban Elefánt (Elephant) címmel filmet forgatott a Columbine-i mészárlásról. A filmet nem színészekkel, hanem középiskolás diákokkal, egy gimnázium épületében forgatták. A rendező a szereplőket arra kérte, hogy eredeti nevüket használják a filmben is.
Guy Ferland rendezésében Robbanékony tinédzser (Bang Bang You're Dead, 2002) címmel készült film ugyanebben a témában.
A Sorsdöntő pillanatok című dokumentumfilmben (eredeti nevén: Zero Hour, 2004) a mészárlást mutatja be, illetve az azt megelőző eseményeket. Megszólalnak benne túlélők, illetve az elkövetők volt ismerősei, barátai.